# Hovorčovice
Hovorčovice – wieś i gmina w Czechach, w powiecie Praga-Wschód, w kraju środkowoczeskim. Według danych z dnia 1 stycznia 2013 liczyła 2 178 mieszkańców.
W miejscowości jest przystanek kolejowy Hovorčovice.